# Sherry Golf Jerez
Sherry Golf Jerez es un campo de golf situado en Jerez de la Frontera (Andalucía, España).

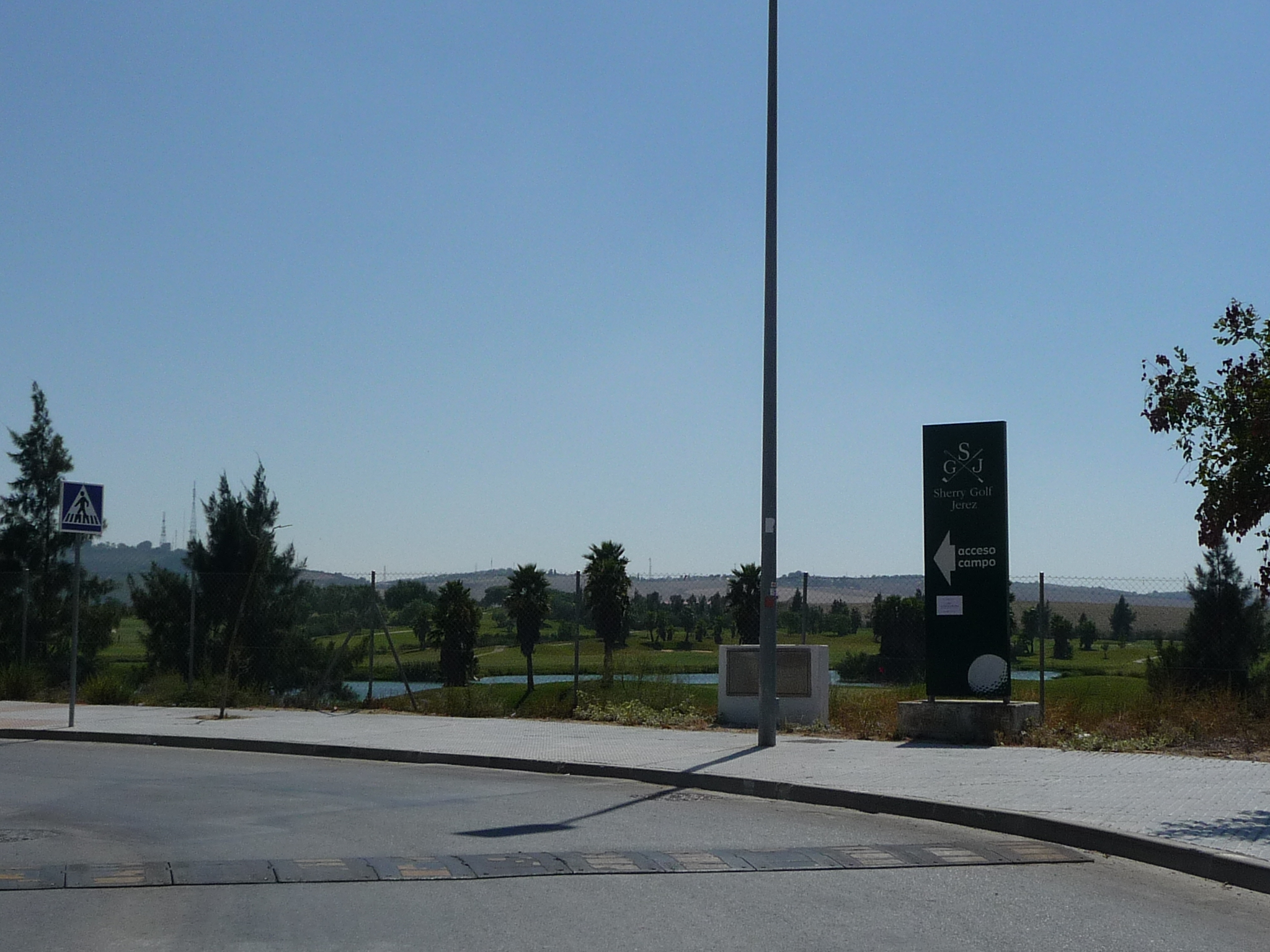
Vista del campo

## Diseño
El campo fue diseñado por Stirling & Martin (Global Golf Company).
Además del clásico recorrido de 18 hoyos cuenta con 9 hoyos adicionales "par 3".

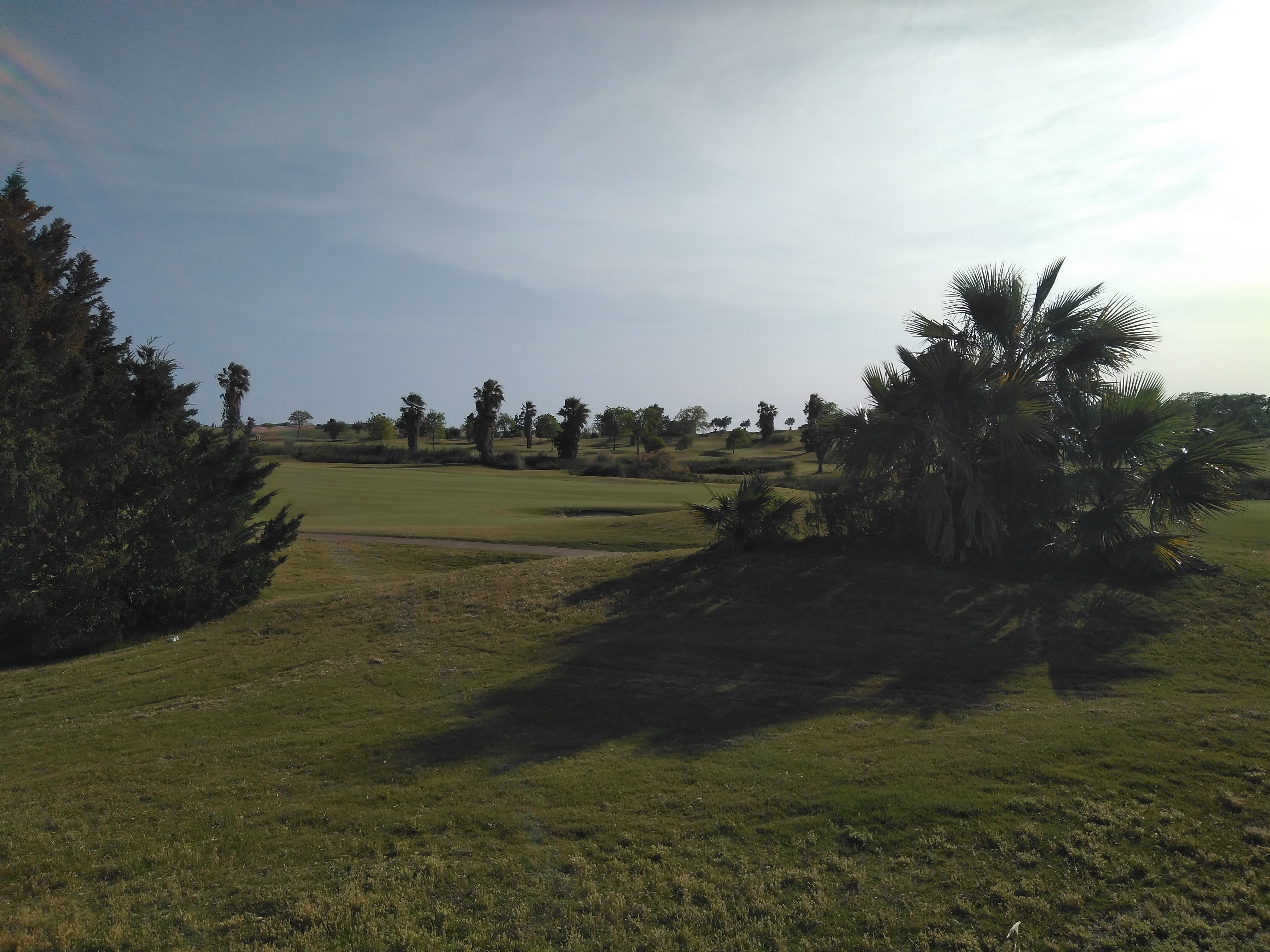
Recorrido

## Eventos
El club es sede habitual de diversas competiciones regionales y nacionales, como el interautonómico sub-18 de 1ª división.
Desde 2006 es sede oficial de la 2ª Fase de Clasificación para la PGA Europa.

## Conservación
A pesar del buen estado general de las instalaciones, la concesionaria ha denunciado deficiencias al Ayuntamiento.

## Referencias

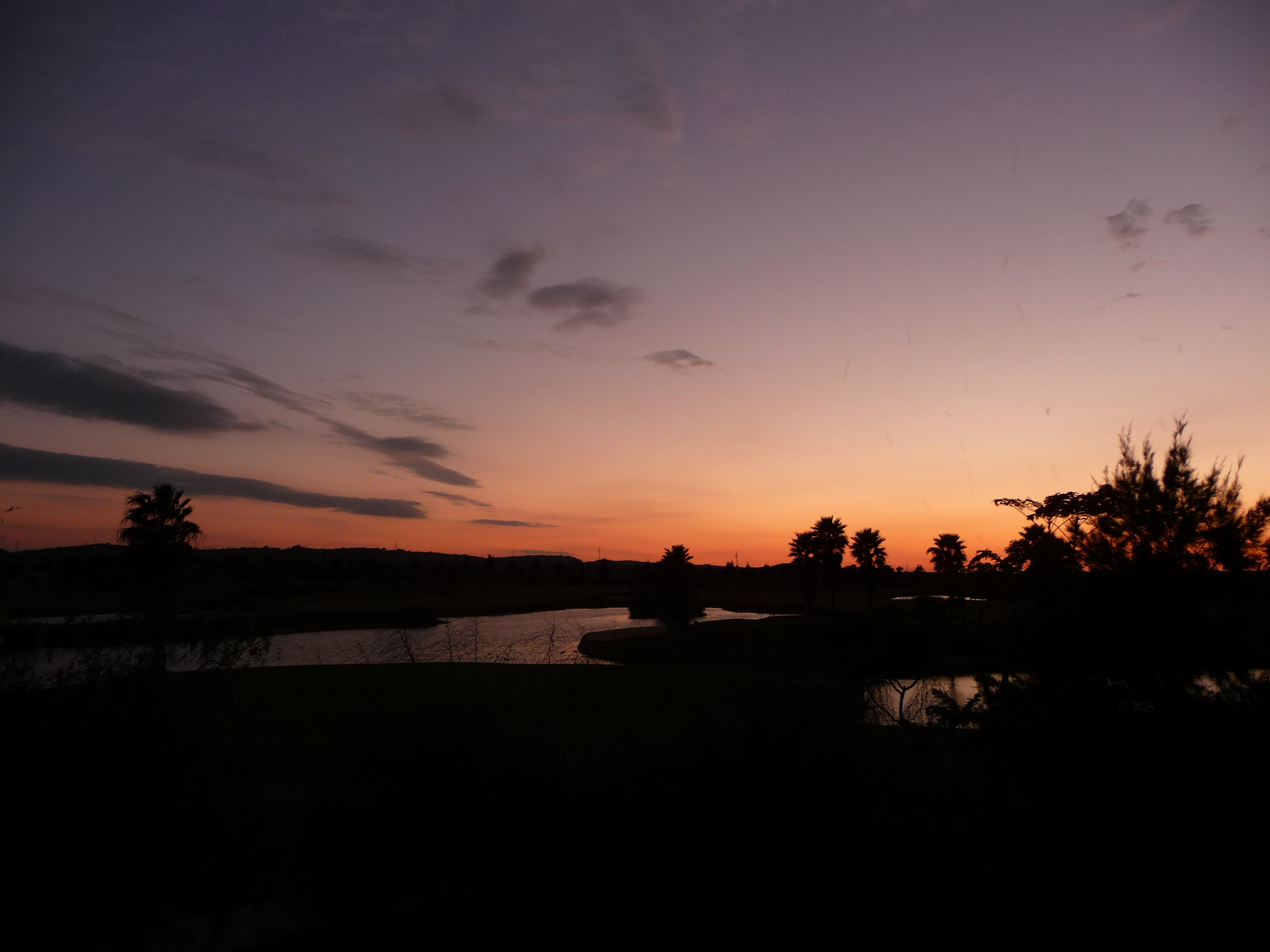
Puesta de sol